# 아키아 이스라엘 항공의 운항 노선
2019년 6월 기준, 아키아 이스라엘 항공은 다음과 같은 노선을 운항하고 있다.

## 운항 노선

### 아시아

#### 동남아시아
- 태국
  - 방콕 - 수완나품 국제공항

#### 남아시아
- 인도
  - 코친 - 코친 국제공항 - (2019년 9월 28일 신규취항)
  - 판짐 - 다볼림 공항 - (2019년 10월 16일 신규취항)

#### 서남아시아
- 이스라엘
  - 텔아비브 - 벤구리온 국제공항 허브
  - 텔아비브 - 스데도브 공항
  - 엘리아트 - 오브다 공항
  - 하이파 - 하이파 공항

#### 중앙아시아
- 아르메니아
  - 예레반 - 즈바르토노즈 국제공항 계절편
- 아제르바이잔
  - 바쿠 - 헤이다르 알리예프 국제공항 계절편
- 조지아
  - 트빌리시 - 트빌리시 국제공항 계절편
  - 바투미 - 바투미 국제공항 계절편

### 아프리카

#### 남아프리카
- 탄자니아
  - 잔지바르 - 아베이드 아마니 카루메 국제공항 계절편

### 유럽

#### 서유럽
- 영국
  - 런던 - 런던 스탠스테드 공항
- 프랑스
  - 파리 - 파리 샤를 드 골 국제공항 계절편
  - 그르노블 - 알프스 이제르 공항 계절 전세편
  - 니스 - 니스 코트다쥐르 공항 계절 전세편
  - 뮐루즈 - 유로 에어포트 계절 전세편
  - 스트라스부르 - 스트라스부르 공항 계절편 - (2019년 7월 2일 신규취항)
- 독일
  - 베를린 - 베를린 쇠네필트 국제공항 계절 전세편
  - 뮌헨 - 뮌헨 국제공항 계절편
  - 프라이부르크 - 유로 에어포트 계절 전세편
- 아일랜드
  - 더블린 - 더블린 공항 계절편
- 네덜란드
  - 암스테르담 - 암스테르담 스키폴 국제공항 계절편

#### 중유럽
- 스위스
  - 제네바 - 제네바 국제공항 계절 전세편
  - 바젤 - 유로 에어포트 계절 전세편

#### 남유럽
- 그리스
  - 로도스 - 로도스 국제공항 계절편
  - 미키노스 - 미키노스 국제공항 계절편
  - 카르파토스 - 카르파토스 국제공항 계절 전세편
  - 코스 - 코스 국제공항 계절편
  - 헤라킬리온 - 헤라킬리온 국제공항 계절편
- 북마케도니아
  - 오흐리드 - 오흐리드 국제공항 계절편
- 몰디브
  - 키시너우 - 키시너우 국제공항
- 세르비아
  - 베오그라드 - 베오그라드 니콜라 테슬라 국제공항
- 스페인
  - 바르셀로나 - 바르셀로나 엘프라트 국제공항
- 슬로베니아
  - 류블랴나 - 류블랴나 요제 푸치니크 국제공항 계절편
- 이탈리아
  - 로마 - 레오나르도 다 빈치 국제공항 계절편
  - 베로나 - 베로나 빌라프란카 공항 계절 전세편
  - 베르가모 - 오리오 알 세리오 국제공항 계절편
  - 올비아 - 올비아 코스타 스메랄다 공항 계절편
  - 카타니아 - 카타니아 폰타나로사 국제공항 계절편
- 키프로스
  - 라르나카 - 라르나카 국제공항
  - 파포스 - 파포스 국제공항 - (2019년 6월 7일 재취항)
- 포르투갈
  - 리스본 - 리스본 포르텔라 국제공항 계절편
  - 포르투 - 포르투 공항 계절편

#### 동유럽
- 루마니아
  - 부쿠레슈티 - 헨리 코안더 국제공항
- 불가리아
  - 소피아 - 소피아 공항 계절편
  - 부르가스 - 부르가스 공항 계절 전세편
  - 플로브디프 - 플라도디프 공항 계절 전세편
- 우크라이나
  - 오데사 - 오데사 국제공항 계절편 - (2019년 6월 6일 재취항)
- 크로아티아
  - 리예카 - 리예카 공항 계절편
- 헝가리
  - 부다페스트 - 부다페스트 페리 헤지 국제공항 계절편

#### 북유럽
- 노르웨이
  - 오슬로 - 오슬로 가르데르모엔 국제공항 계절편
  - 베르겐 - 베르겐 공항 계절편 - (2019년 7월 10일 신규취항)
- 덴마크
  - 코펜하겐 - 코펜하겐 카스트럽 국제공항 계절편
- 스웨덴
  - 스톡홀름 - 스톡홀름 스카브스타 공항 계절편
- 핀란드
  - 로바니에미 - 로바니에미 공항 계절편